# Five Greek folk songs

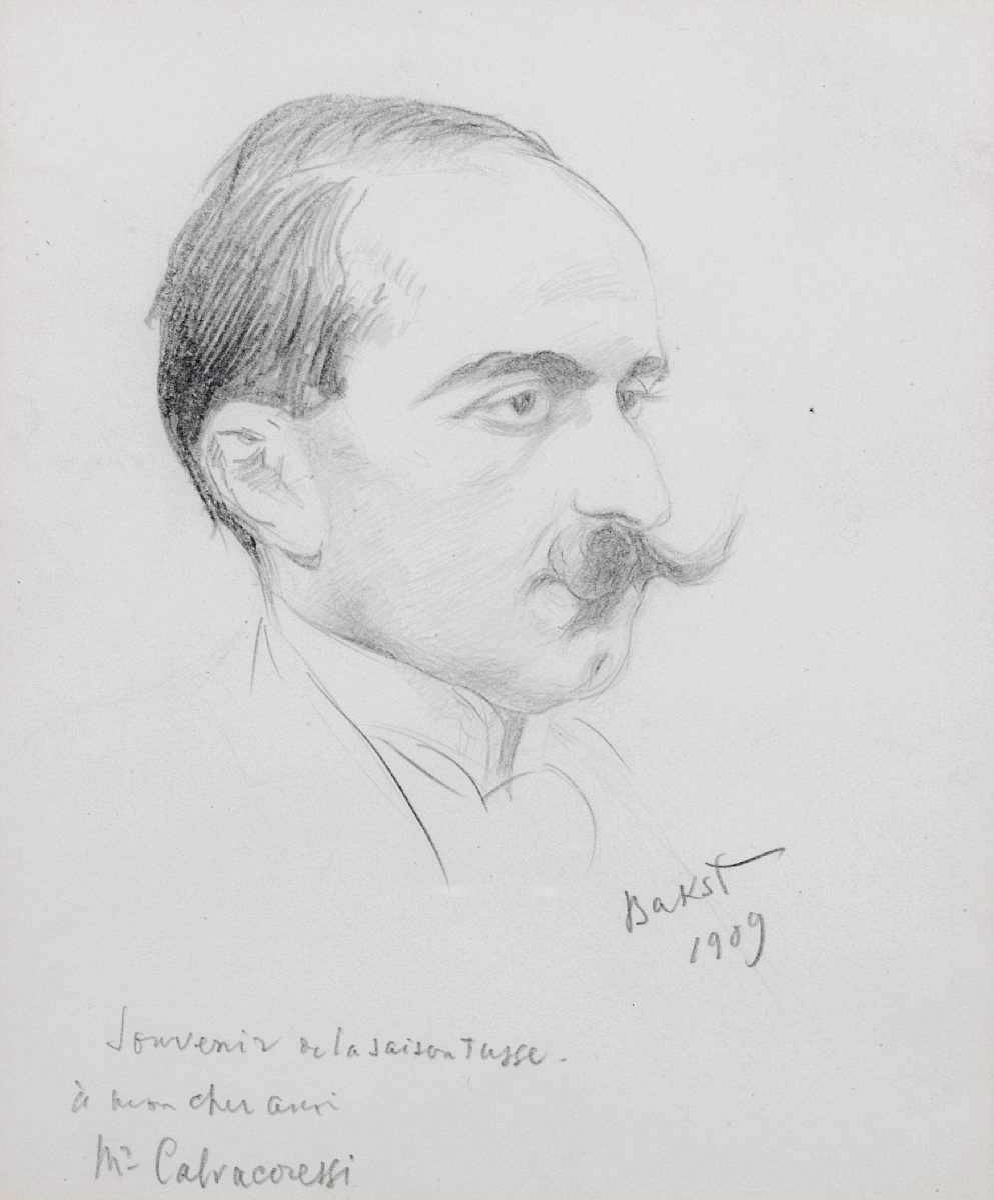
Calcocoressi in 1909

Five Greek folk songs is een compositie van Arnold Bax.
Bax bewerkte vijf Griekse volksliedjes vertaald door Fransman van Griekse komaf Michel-Dmitri Calvocoressi voor gemengd koor. Calvocoressi, schrijver en muziekcriticus en vriend van Bax, gaf ook de opdracht tot het werk. Bax vond dat hij er iets "aardigs" van had gemaakt. De vijf liederen zijn:
- Miracle of Saint Basil (in moderato)
- The bridemaid’s song (in moderato) met twee sopraansolopartijen
- In far-off Malta (in moderato)
- The happy tramp (in lento)
- A pilgrim’s chant (in allegro)

De stemverdeling S, A, T, B.